# Holiday Inn
Holiday Inn (укр. Холідей Інн) — американський бренд готелів і дочірня компанія InterContinental Hotels Group.
30 вересня 2018 року Holiday Inn став однією з найбільших мереж готелів у світі, в якій працюють 1173 готелі та понад 214 000 номерів. Штаб-квартира готельної мережі знаходиться в місті Денхем, Бакінгемшир.

## Історія
Кеммонс Вільсон, житель Мемфіса, штат Теннессі, був натхненний побудувати власний мотель після розчарування неякісними придорожними помешканнями під час сімейної поїздки до Вашингтона, округ Колумбія. Назва «Holiday Inn» була придумана архітектором Вільсона Едді Блюстейном — це був жарт під час будівництва першого готелю, який стосувався музичного фільму «Holiday Inn» 1942 року на різдвяну тематику, в якому зіграли Бінг Кросбі та Фред Астер. Перший готель/мотель відкрили у серпні 1952 року як «Holiday Inn Hotel Courts» на 4941 Summer Avenue у Мемфісі, тодішній головній магістралі до Нашвілла. Він був зруйнований у 1994 році; на його місці було залишено пам'ятну табличку.
Уілсон співпрацював з Уоллесом Е. Джонсоном для будівництва додаткових мотелів на дорогах, що ведуть до Мемфіса. У 1953 році компанія побудувала наступні три готелі.
На початок 1956 р. існувало 23 готелі, до кінця року мали бути відкриті ще 7. У 1957 році Вілсон розпочав рекламу мережі під назвою «Holiday Inn of America», вимагаючи, щоб готелі були стандартизованими, чистими, зручними для сім'ї та легкодоступними для мандрівників. Як результат, мережа різко зросла: до 1958 р. існувало 50 локацій по всій країні, до 1959 р. — 100, до 1964 р. — 500, а 1000-й готель Holiday Inn (у Сан-Антоніо, штат Техас) відкрився в 1968 р. У 1960-х роках Holiday Inn розпочав франчайзинг та відкрив кемпінги під торговою маркою Holiday Inn Trav-L-Park.
У 1971 році компанія побудувала університет і конференц-центр Holiday Inn, інституції для навчання нових співробітників, в Олів-Бранч, штат Міссісіпі. У 1973 році компанія побудувала аеропорт Олів-Бранч на північ від університету як домашню базу для своїх корпоративних літаків. До червня 1972 року, маючи понад 1400 готелів по всьому світу, Вільсон опинився на обкладинці журналу Time.
Holiday Inn втратив своє домінування на ринку у 1980-х. Holiday Inns, Inc. була перейменована в «Holiday Corporation» у 1985 році, щоб відобразити зростання брендів компанії, включаючи Harrah's Entertainment, Embassy Suites Hotels, Crowne Plaza, Homewood Suites та Hampton Inn. У 1988 році компанія Holiday Corporation була придбана британською компанією Bass PLC (на той час власником марки пива Bass), пізніше була придбана решта внутрішніх готелів Holiday Inn у 1990 році, після чого група готелів стала відомою як Inn Worldwide. У 1990 році Басс запустив Holiday Inn Express, додаткову марку в сегменті обмежених послуг.
Після смерті Джонсона в 1988 році Вільсон почав вести бізнес одноосібно. Holiday Inn перетворився в Holiday Corporation — одну з найбільших готельних груп у світі.
У 1997 році Басс створив та запустив новий готельний бренд Staybridge Suites by Holiday Inn, виходячи на ринок елітного житла у Північній Америці. У березні 1998 року Басс придбав бренд InterContinental, розширившись на ринок розкішних готелів. У 2000 році Bass продав свої пивоварні активи (і права на ім'я Bass) і змінив свою назву на Six Continents PLC. InterContinental Hotels Group (IHG) була створена в 2003 році після того, як Six Continents розділився на дві дочірні компанії: Mitchells & Butlers PLC, яка займалася обробкою ресторанних активів, і IHG, яка зосередилася на безалкогольних напоях та готелях, включаючи бренд Holiday Inn.
Торгова марка Holiday Inn належить IHG, яка, в свою чергу, надає цю назву франчайзі та третім особам, які експлуатують готелі за договорами про управління.
24 жовтня 2007 року IHG оголосив про всесвітній запуск бренду Holiday Inn, що спричинило проблеми для інших мотелів. Перший перезапущений готель Holiday Inn був відкритий у США навесні 2008 року. На даний момент у світі є понад 2500 перезапущених готелів бренду Holiday Inn, а процес перезапуску бренду Holiday Inn був завершений до кінця 2010 року.
У вересні 2008 року IHG оголосив про створення нового бренду таймшерів — Holiday Inn Club Vacations.
Станом на 2014 рік сім'я Вільсона все ще управляє готелями у складі компаній Kemmons Wilson у Мемфісі.
У серпні 2012 року мережа відсвяткувала своє 60-річчя.